# Równanie Langevina
Równanie Langevina – stochastyczne równanie różniczkowe bazujące na równaniu Newtona. Zaproponowane zostało po raz pierwszy w 1906 roku przez Paula Langevina do opisu ruchów Browna.
Jego najprostsza postać to
{\displaystyle m{\frac {\mathrm {d} ^{2}\mathbf {x} (t)}{\mathrm {d} t^{2}}}=-\gamma {\frac {\mathrm {d} \mathbf {x} }{\mathrm {d} t}}+F(x,t)+\Gamma (t),}
gdzie: {\displaystyle \mathbf {x} (t)} - trajektoria danej cząstki, {\displaystyle m} - masa cząstki, {\displaystyle \gamma } - współczynnik siły tarcia działającej na cząstkę, {\displaystyle F(x,t)} -  deterministyczna siła zewnętrzna, działająca na cząstkę,  {\displaystyle \Gamma (t)} - losowa siła, powstała na skutek przypadkowych zderzeń  cząstki z cząstkami otoczenia; zazwyczaj przyjmuje się, że {\displaystyle \Gamma (t)} ma postać białego szumu.
Wiele ciekawych wyników można otrzymać bez konieczności rozwiązywania powyższego równania, opierając się na twierdzeniu fluktuacyjno-dysypacyjnym. Wartości średnie (np: prędkości) można otrzymać rozwiązując odpowiednie równanie Fokkera-Plancka opisujące ewolucję czasową gęstości prawdopodobieństwa. 
Gdy nie są znane metody analityczne, to znajduje się rozwiązania numeryczne, np. za pomocą metod Monte-Carlo.